# قائمة الأرقام القياسية الأردنية في ألعاب القوى
فيما يلي الأرقام القياسية الوطنية في ألعاب القوى في الأردن التي تحتفظ بها الاتحاد الأردني لألعاب القوى (JAF).

## في الهواء الطلق
مفتاح الجداول:
  في انتظار التصديق
  رقم قياسي غير معتمد من الاتحاد الأردني
  لم يتم التصديق عليه أو أُلغِي لاحقًا من الاتحاد الأردني
h = توقيت يدوي

dh = مسار منحدر

A = تأثر بالارتفاع

NWI = معلومات الرياح غير متوفرة

### رجال
| الحدث         | الرقم القياسي   | اللاعب                | التاريخ        | البطولة               | المكان                   | المرجع |
| ------------- | --------------- | --------------------- | -------------- | --------------------- | ------------------------ | ------ |
| 100 م         | 10.48 قالب:Wind | خليل الحنحنة          | 27 أكتوبر 2007 |                       | عمان، الأردن             |        |
| 100 م         | 10.2 h          | محمد عويدة            | 14 نوفمبر 1991 |                       | عمان، الأردن             |        |
| 200 م         | 20.81 قالب:Wind | خليل الحنحنة          | 24 نوفمبر 2007 | دورة الألعاب العربية  | القاهرة، مصر             |        |
| 400 م         | 47.67           | عبدالسلام خليفة الحاج | 25 يوليو 2007  |                       | عمان، الأردن             |        |
| 400 م         | 47.2 h          | شادي قعقور            | 11 سبتمبر 1999 |                       | إربد، الأردن             |        |
| 800 م         | 1:48.25         | جهاد البلوي           | 15 يوليو 1993  | الألعاب الجامعية      | بافالو، الولايات المتحدة |        |
| 1500 م        | 3:45.39         | بشار الكفريني         | 10 ديسمبر 2006 |                       | الدوحة، قطر              |        |
| 1500 م        | 3:45.0 h        | جهاد البلوي           | 7 سبتمبر 1992  |                       | اللاذقية، سوريا          |        |
| 3000 م        | 8:19.21         | بشار إيحيا الكفريني   | 5 يونيو 2004   |                       | بيروت، لبنان             |        |
| 5000 م        | 14:07.46        | عواض الحسيني          | 16 أكتوبر 1994 | دورة الألعاب الآسيوية | هيروشيما، اليابان        |        |
| 10,000 م      | 29:24.35        | عواض الحسيني          | 10 أكتوبر 1994 | دورة الألعاب الآسيوية | هيروشيما، اليابان        |        |
| نصف ماراثون   | 1:05:04         | عواض الحسيني          | 12 أبريل 1992  |                       | نيس، فرنسا               | [ 1 ]  |
| نصف ماراثون   | 1:05:57         | مثقال أبو دريس        | 15 أكتوبر 2010 |                       | حلب، سوريا               | [ 2 ]  |
| ماراثون       | 2:17:24         | مثقال أبو دريس        | 25 يناير 2015  | ماراثون مراكش         | مراكش، المغرب            | [ 3 ]  |
| 110 متر حواجز | 14.78           | نيرسقلى معام          | 26 سبتمبر 2009 |                       | عمان، الأردن             |        |
| رمي القرص     | 62.64 م         | مصعب المومني          | 11 أكتوبر 2012 |                       | عمان، الأردن             | [ 4 ]  |

### النساء
| الحدث           | الرقم القياسي | اللاعبة                                                    | التاريخ        | اللقاء                                 | المكان                             | المرجع |
| --------------- | ------------- | ---------------------------------------------------------- | -------------- | -------------------------------------- | ---------------------------------- | ------ |
| 60 م            | 7.89          | عليا بشناق                                                 | 7 ديسمبر 2019  | Yale Season Opener                     | نيو هيفن، الولايات المتحدة         | [ 5 ]  |
| 200 م           | 24.31         | أمل حداد                                                   | 23 يناير 1999  |                                        | هيوستن، الولايات المتحدة           |        |
| 400 م           | 56.46         | عليا بشناق                                                 | 15 فبراير 2020 | BU David Hemery Valentine Invitational | بوسطن، الولايات المتحدة            |        |
| 500 م           | 1:19.45       | عليا بشناق                                                 | 18 يناير 2019  | Dartmouth vs. Columbia vs. Yale        | نيويورك، الولايات المتحدة          |        |
| 800 م           | 2:29.23       | رانية شكري القبلي                                          | 14 فبراير 2008 | بطولة آسيا                             | الدوحة، قطر                        | [ 7 ]  |
| 1500 م          | 4:37.61       | تمارا عرموش                                                | 18 مارس 2016   | بطولة العالم                           | بورتلاند، الولايات المتحدة         | [ 8 ]  |
| 3000 م          | 9:27.68       | تمارا عرموش                                                | 11 فبراير 2017 |                                        | شيفيلد، المملكة المتحدة            | [ 10 ] |
| 60 م حواجز      | 10.47         | شفيعة عنبتاوي                                              | 10 فبراير 2006 | بطولة آسيا                             | باتايا، تايلاند                    |        |
| 60 م حواجز      | 9.8 h         | رانية شكري القبلي                                          | 14 فبراير 2008 | بطولة آسيا                             | الدوحة، قطر                        | [ 7 ]  |
| الوثب العالي    | 1.43 م        | رانية شكري القبلي                                          | 14 فبراير 2008 | بطولة آسيا                             | الدوحة، قطر                        | [ 7 ]  |
| القفز بالزانة   |               |                                                            |                |                                        |                                    |        |
| الوثب الطويل    | 5.85 م        | ريما طه فريد                                               | 11 فبراير 2006 | بطولة آسيا                             | باتايا، تايلاند                    |        |
| رمي الجلة       | 17.74 م A     | ندى قعوار                                                  | 12 فبراير 1999 |                                        | كولورادو سبرينغز، الولايات المتحدة |        |
| 4 × 400 م تتابع | 4:10.55       | الأردن · فرح هاشم · صبرية مرادات · عليا بشناق · نور القاضي | 21 فبراير 2016 | بطولة آسيا                             | الدوحة، قطر                        | [ 11 ] |

## الملاحظات
1. ↑  غير معترف به من الاتحاد الدولي لألعاب القوى
2. ↑  وفقًا لدليل الإحصائيات من الاتحاد الدولي لألعاب القوى، تم تحقيقه في 14 فبراير 2020